# John Dhani Lennevald

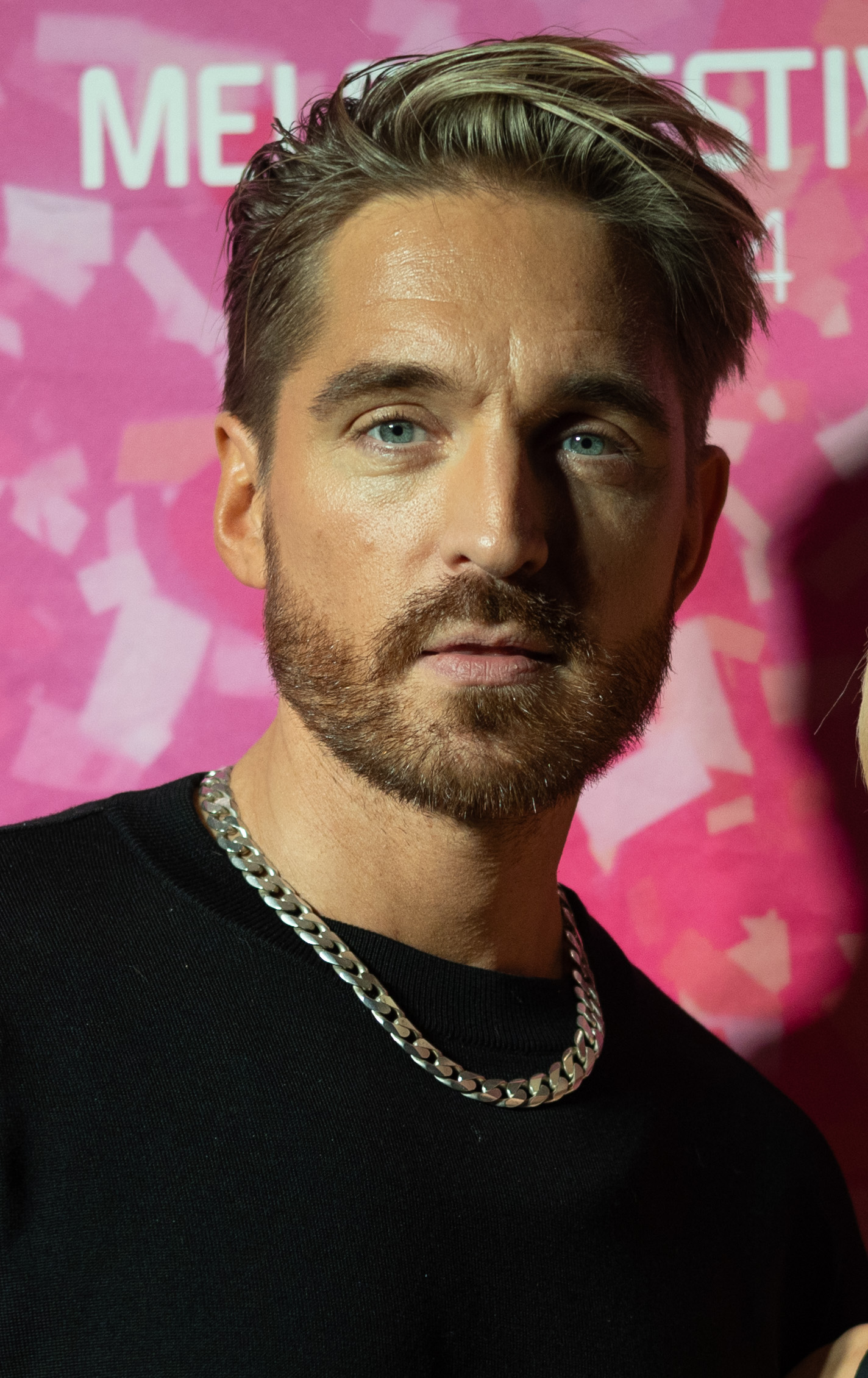
John Dhani Lennevald (2024)

John Dhani „Hani“ Lennevald (* 24. Juli 1984 in Stockholm) ist ein schwedischer Pop/R&B-Sänger, Tänzer und Modell. Er war Mitglied der Popgruppe A*Teens.

## Leben und Karriere
1998 unterzeichnete Lennevald einen Plattenvertrag mit den A*Teens mit dem zu Universal Music gehörendem Label Stockholm Records. Nachdem sich die Gruppe im Jahr 2004 trennte, begann Lennevald als Dhani eine Solokarriere als Singer-Songwriter.
Girl Talk war die erste Single von Lennevald und erschien nur in Schweden. An der Single und dem Video waren die dänischen Rapper Nik & Jay beteiligt. Sie erschien am 15. September 2004 und erhielt eine Goldene Schallplatte.
2005 trennte sich Lennevald von Universal Music. Daraufhin folgten im selben Jahr einige Auftritte, ein Video-Clip und die Single Let’s Do It Again.
Im Jahr 2008 zog er von Stockholm nach Los Angeles.

## Diskografie
Singles
- 2004: Girls Talk
- 2005: Let’s Do It Again